# Vireo flavoviridis
Vireo flavoviridis là một loài chim trong họ Vireonidae.